# Indiana Jones and the Fate of Atlantis
Indiana Jones and the Fate of Atlantis – gra przygodowa wydana w 1992 roku na platformy: Amiga, Mac i PC. Gra posiada własną fabułę, nie bazującą na żadnym z filmów. W 1993 roku grę wydano w wersji CD z mówioną ścieżką dźwiękową. W 2009 roku gra została dołączona jako dodatek do wersji Wii, gry Indiana Jones and the Staff of Kings.

## Opis gry
Jest to typowa gra wskaż i kliknij (ang. „Point'n Click”). Sterowanie odbywa się przy pomocy myszki komputerowej, czyli jest dokładnie takie same, jak w jej prequelu (Indiana Jones and the Last Crusade: The Graphic Adventure). Znacząco polepszono grafikę i uporządkowano menu czynności oraz ekwipunku. Możliwe jest sterowanie dwoma postaciami, Indianą Jonesem, a także jego towarzyszką Sophią Hapgood.
Głównymi przeszkodami, z którymi przyjdzie się zmierzyć graczowi, są rozmaite zagadki logiczne, a także takie, w których liczy się spostrzegawczość.
Gra posiada kilka sposobów jej ukończenia, które różnią się nie tylko wykonywanym zestawem czynności, ale także techniką postępowania. W zależności od tego czy gracz zdecyduje się na ścieżkę z pomocą Sophii, czy bez lub też nastawiając się na siłę mięśni lub siłę umysłu, z takimi zagadkami przyjdzie mu się zmierzyć. Od wyboru ścieżki zależą również pewne przyszłe okoliczności, których gracz doświadczy, jak również zakończenie gry.
Gra została uznana za bardzo dobrą, ze względu na poprawioną grafikę i sterowanie, a także na oryginalną fabułę, długość gry i oczywiście dużą grywalność. Podobnie jak poprzedniczka doczekała się także wersji zręcznościowej: Indiana Jones and the Fate of Atlantis: The Action Game.

## Fabuła
Rok 1939. W czasie drugiej wojny światowej naziści chcą odnaleźć zaginioną Atlantydę – miasto, które przed wiekami zostało zmiecione z powierzchni ziemi w tajemniczych okolicznościach. Podobno w ruinach Atlantydy znajduje się potężna broń, dlatego Indiana Jones i Sophia Hapgood podążają tropem Niemców, by nie dopuścić do jej odnalezienia i wykorzystania przeciwko ludzkości.
Sophia jest w posiadaniu niezwykłego artefaktu – medalionu boga Nur-Ab-Sala. Przy użyciu medalionu oraz kulek z niezwykle cennego metalu, orichalcum, przywołuje ducha Nur-Ab-Sala, który nakierowuje dalsze poszukiwania na zaginione Dialogi Platona. Indiana i Sophia odnajdują tłumaczenie dialogów, które wskazuje iż Atlantyda znajdowała się na Morzu Śródziemnym.